# Estat de dret
L'estat de dret és un sistema institucional en què un estat garanteix els drets individuals a partir de l'aplicació de la llei, d'acord amb la dignitat de les persones i fent que la sanció de les conductes il·legals recaigui exclusivament sobre els seus autors.
Aquest es crea quan tota acció social i estatal troba sosteniment en la norma. És així que el poder de l'estat queda subordinat a l'ordre jurídic vigent per a complir amb el procediment per a la seva creació, i és eficaç quan s'aplica a la realitat amb base al poder de l'estat a través dels seus òrgans de govern, creant un ambient de respecte absolut de l'ésser humà i de l'ordre públic. A més, l'estat de dret significa imposar límits des de baix i des de fora al poder de l'estat. La llei no pot esdevenir, en una concepció exigent del principi democràtic, un mecanisme de cobertura dels abusos del poder sinó el seu fre o antídot primordial.
El terme «estat de dret» té el seu origen en la doctrina alemanya (Rechtsstaat). El primer que el va utilitzar com a tal va ser Robert von Mohl en el seu llibre Die deutsche Polizeiwissenschaft nach den Grundsätzen des Rechtsstaats.

## Característiques
Aquest ordenament ha de reunir una sèrie de requisits: 
1. Han de crear-se diferents òrgans de poder de l'estat lliurant a cadascun una de les funcions de govern.
2. Aquests òrgans de poder de l'estat han d'actuar autònomament.
3. Ha d'estar establerta la forma que es nomenen els titulars de l'òrgan respectiu, i les solemnitats i procediments per a posar terme als seus càrrecs.
4. El poder ha d'estar institucionalitzat i no personalitzat, que vol dir que ha de recaure en institucions juridicopolítiques i no en autoritats específiques, les quals detenen temporalment el poder mentre revesteixen el seu càrrec.
5. Tant les normes jurídiques de l'estat en qüestió com les actuacions de les seves autoritats, en aplicar aquestes normes jurídiques, han de respectar, promoure i consagrar els drets essencials que emanen de la naturalesa de les persones i dels cossos intermedis que constituïxen la trama de la societat.